# Rieseby
Rieseby (tiếng Đan Mạch: Risby) là một đô thị thuộc quận Rendsburg-Eckernförde, bang Schleswig-Holstein.